# Torymus ebrius
Torymus ebrius är en stekelart som först beskrevs av Osten-Sacken 1870. Torymus ebrius ingår i släktet Torymus och familjen gallglanssteklar. Inga underarter finns listade i Catalogue of Life.